# Сумское (Ленинградская область)
Сумское — деревня в Новоладожском городском поселении Волховского района Ленинградской области.

## История
Деревня Сумская обозначена на карте «Ладожское озеро и Финский залив с прилегающими местами» 1745 года.
Как деревня Сумска она упоминается на карте Санкт-Петербургской губернии 1792 года А. М. Вильбрехта.
На карте Санкт-Петербургской губернии Ф. Ф. Шуберта 1834 года обозначена деревня Сумская, состоящая из 43 дворов.

СУМСКОЕ — деревня принадлежит надворному советнику Яковлеву, число жителей по ревизии: 113 м. п., 113 ж. п. (1838 год)

На карте профессора С. С. Куторги 1852 года отмечена деревня Сумская из 43 дворов.

СУМСКАЯ — деревня генерал-майора Яковлева, по просёлочной дороге, число дворов — 45, число душ — 40 м. п. (1856 год)

СУМСКИЕ РЯДКИ (СУМСКОЕ) — деревня владельческая при Ладожском озере, число дворов — 42, число жителей: 85 м. п., 76 ж. п.; Часовня православная. (1862 год)

Сборник Центрального статистического комитета описывал её так:

СУМСКИЕ-РЯДКИ (СУМСКАЯ) — деревня бывшая государственная при канале Имп. Петра I, дворов — 64, жителей — 237; Часовня, 4 лавки. (1885 год)

Согласно материалам по статистике народного хозяйства Новоладожского уезда 1891 года имение при селении Сумское площадью 2000 десятин принадлежало врачу И. В. Маляревскому, имение было приобретено в 1886 году за 3000 рублей.
В конце XIX веке деревня административно относилась к Кобонской волости 1-го стана Новоладожского уезда Санкт-Петербургской губернии, в начале XX века — 4-го стана.
По данным «Памятной книжки Санкт-Петербургской губернии» за 1905 год деревня называлась Сумские-Рядки, 2000 десятин земли в ней принадлежали врачу Ивану Васильевичу Маляревскому (1846—1915).
С 1917 по 1923 год деревня Сумские-Рядки входила в состав Сумского сельсовета Кобонской волости Новоладожского уезда.
С 1923 года в составе Октябрьской волости Волховского уезда.
С 1924 года в составе Лиговского сельсовета.
С 1926 года в составе Дубенского сельсовета. Согласно данным переписи населения СССР 1926 года в деревне Сумское проживали 342 человека — все русские.
С 1 января 1927 года деревня Сумские-Рядки учитывается областными административными данными как деревня Сумское. С августа 1927 года, в составе Волховского района.
С 1928 года вновь в составе Лиговского сельсовета. В 1928 году население деревни Сумское также составляло 342 человека.
По данным 1933 года деревня Сумское входила в состав Лиговского сельсовета Волховского района.

Деревня Сумское на топографической карте 1940 года

Согласно топографической карте РККА 1940 года деревня состояла из трёх частей: Новое, Старое и Среднее Сумское и насчитывала 24 двора. В деревне находились сельсовет и почта.
С 1946 года в составе Новоладожского района.
В 1958 году население деревни Сумское составляло 85 человек.
С 1963 года в составе Волховского района.
По данным 1966 и 1973 годов деревня Сумское также входила в состав Лиговского сельсовета и была его административным центром.
По данным 1990 года деревня Сумское входила в состав Новоладожского горсовета Волховского района.
В 1997 году в деревне Сумское Новоладожского горсовета проживали 4 человека, в 2002 году — 14 человек (все русские).
В 2007 году в деревне Сумское Новоладожского ГП — 12.

## География
Деревня расположена в северо-западной части района на автодороге 41К-400 (Новая Ладога — Лигово).
Расстояние до административного центра поселения — 27 км. Расстояние до районного центра — 54 км.
Расстояние до ближайшей железнодорожной станции Волховстрой I — 53 км.
Деревня находится близ Ладожского озера между Новоладожским и Староладожским каналами.

## Демография
| 1862 | 2002 | 2007 | 2010 | 2017 |
| ---- | ---- | ---- | ---- | ---- |
| 234  | ↘14  | ↘12  | ↗18  | ↘6   |

### Национальный состав
Согласно данным Всероссийской переписи населения 2021 года в деревне проживали 5 человек, все русские.

## Фото

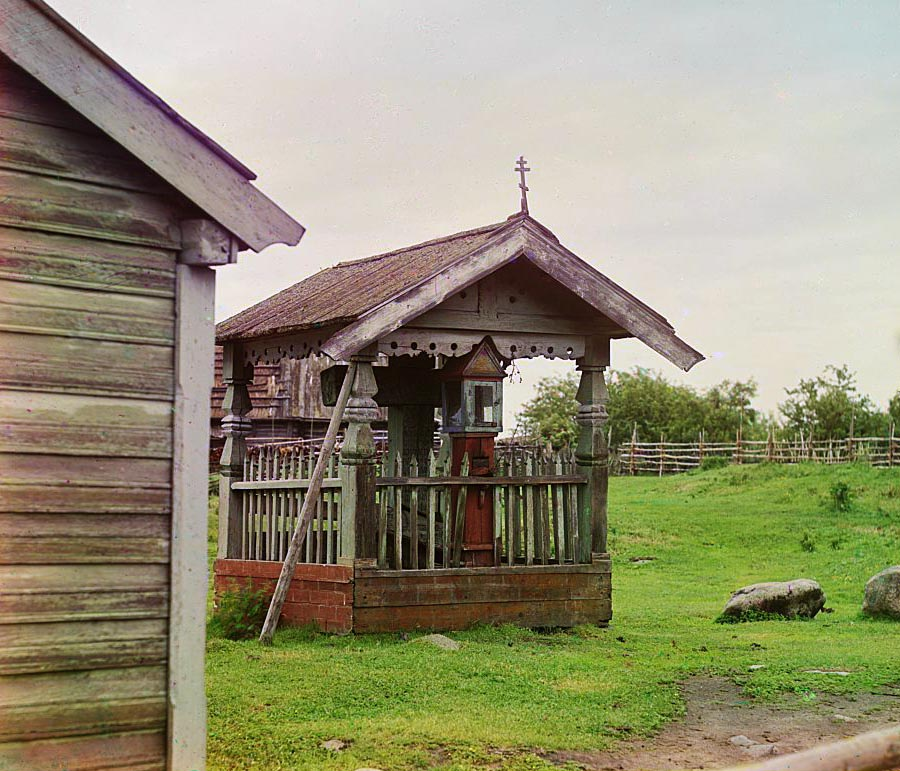
Сумское, часовня. Фотография С. Прокудина-Горского. 1909 год